# Académie du spectacle équestre
L'Académie du spectacle équestre (Académie équestre nationale du Domaine de Versailles) est une haute école équestre située à Versailles, dans la Grande Écurie.

## Histoire
En 2002, le château de Versailles a rendu à ces lieux leur fonction initiale en choisissant Bartabas pour faire revivre la Grande Écurie. Créée en 2003 par Bartabas dans la Grande Écurie du château de Versailles, l’Académie du spectacle équestre constitue une innovation dans le domaine du spectacle vivant, et se veut un établissement d’enseignement supérieur. Sa vocation est la transmission des savoirs liés à l’écriture de spectacle équestre, en croisant diverses disciplines artistiques. L’originalité de cette académie d’art équestre réside dans le fait d’associer le travail de dressage de Haute École à d’autres disciplines telles que l’escrime, la danse, le chant ou le traditionnel kyudo (tir à l’arc japonais).
Dans la Grande Écurie du château de Versailles, l’Académie présente plusieurs spectacles tels que La Voie de l’Écuyer, chorégraphié par Bartabas et reflet de cette compagnie école, mais aussi Les coulisses de l'Académie et les Visites du patrimoine. L'Académie se met également au service de créations originales, par exemple pour le Grand Palais de Paris, l’abbatiale de Saint-Ouen de Rouen, et le théâtre antique de Fourvière. Les écuyers présentent leur répertoire chaque week-end à travers le spectacle de La Voie de l’Écuyer. Ce spectacle comprend le carrousel des lusitaniens, les sorraïas aux longues rênes, l'escrime à cheval et des improvisations équestres sur des accords de Jean-Sébastien Bach.

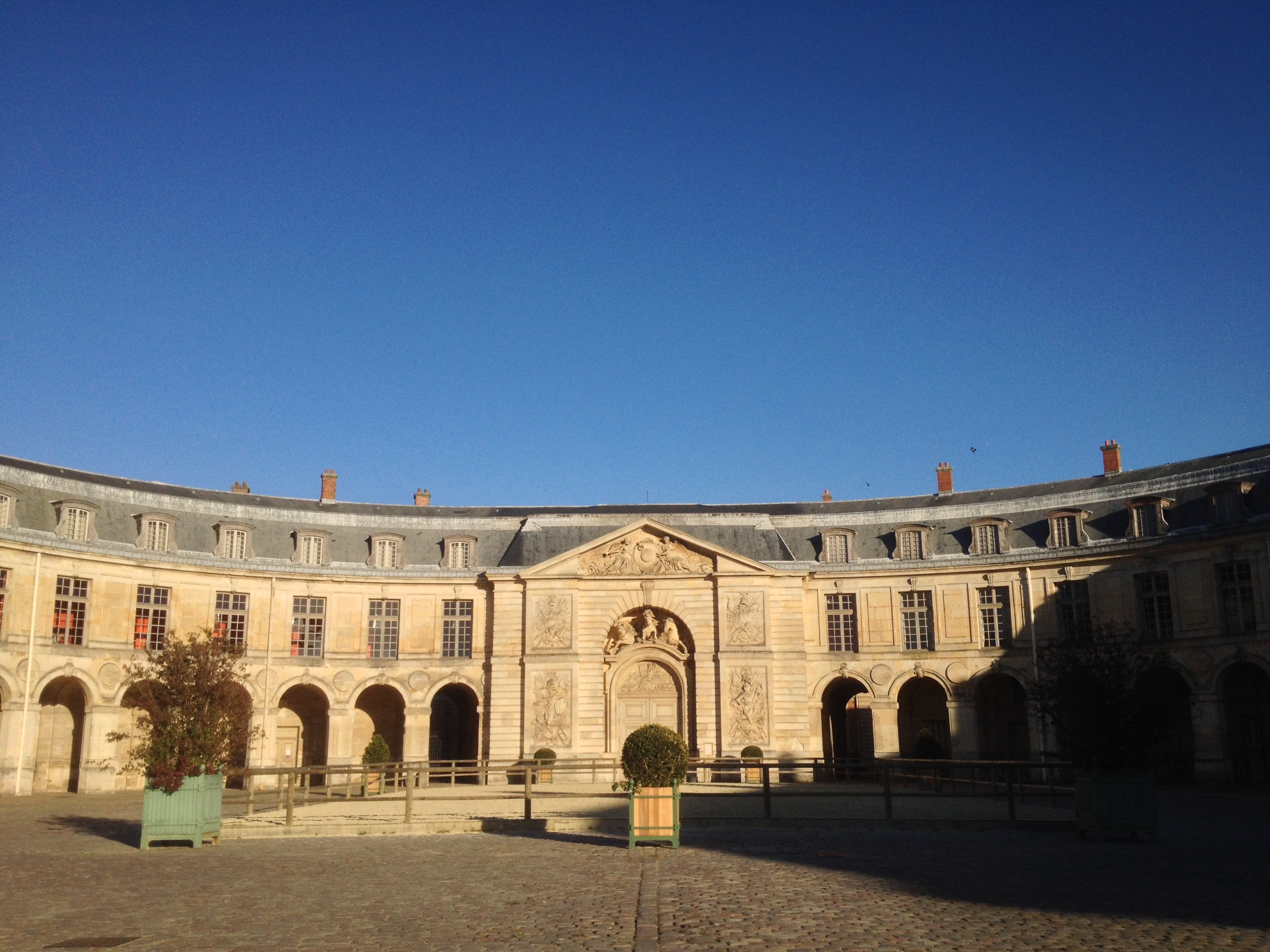
La Grande  Écurie, le manège dans la Grande Cour.
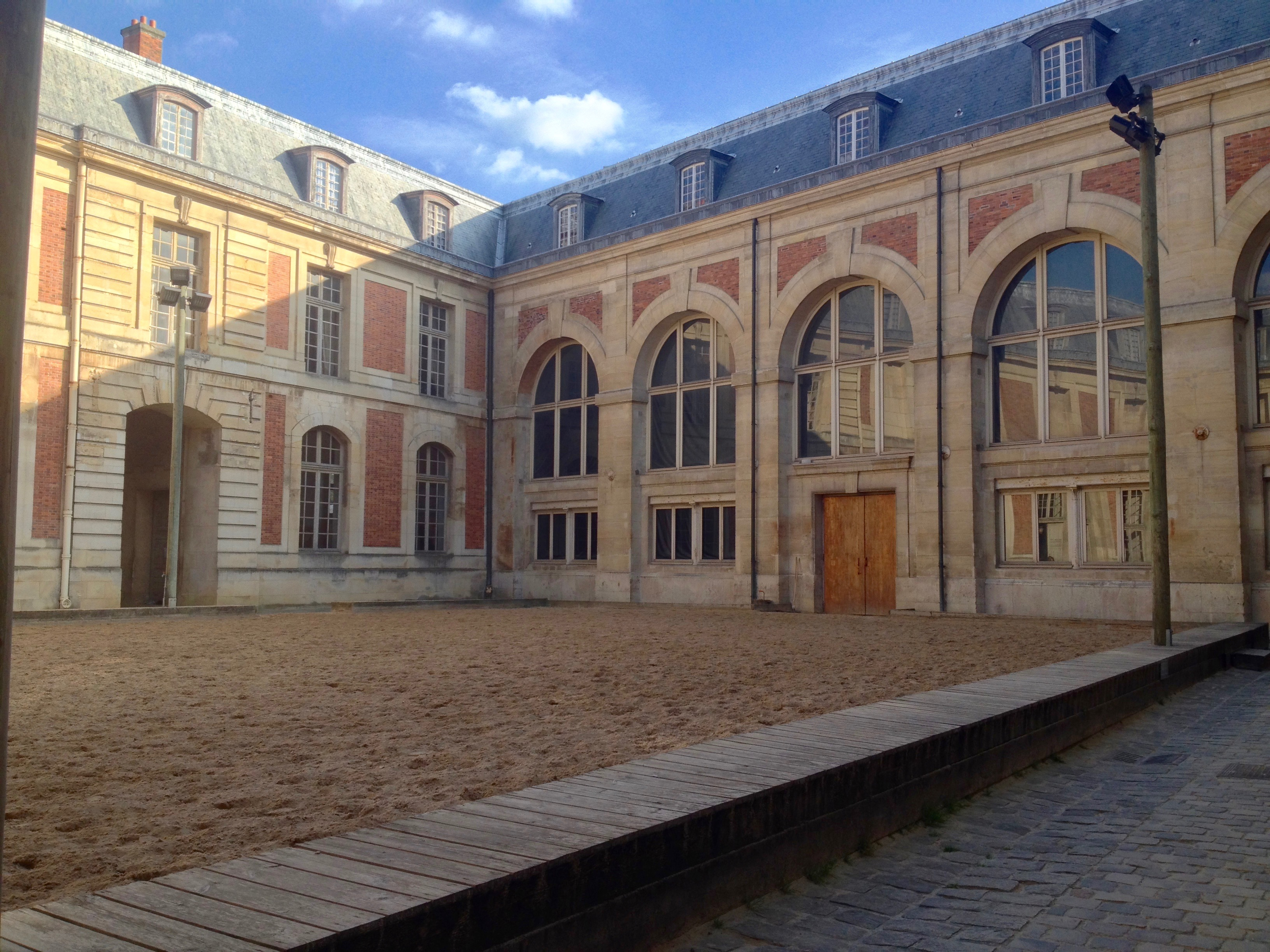
Le manège dans la cour au fond, la Grande Écurie.
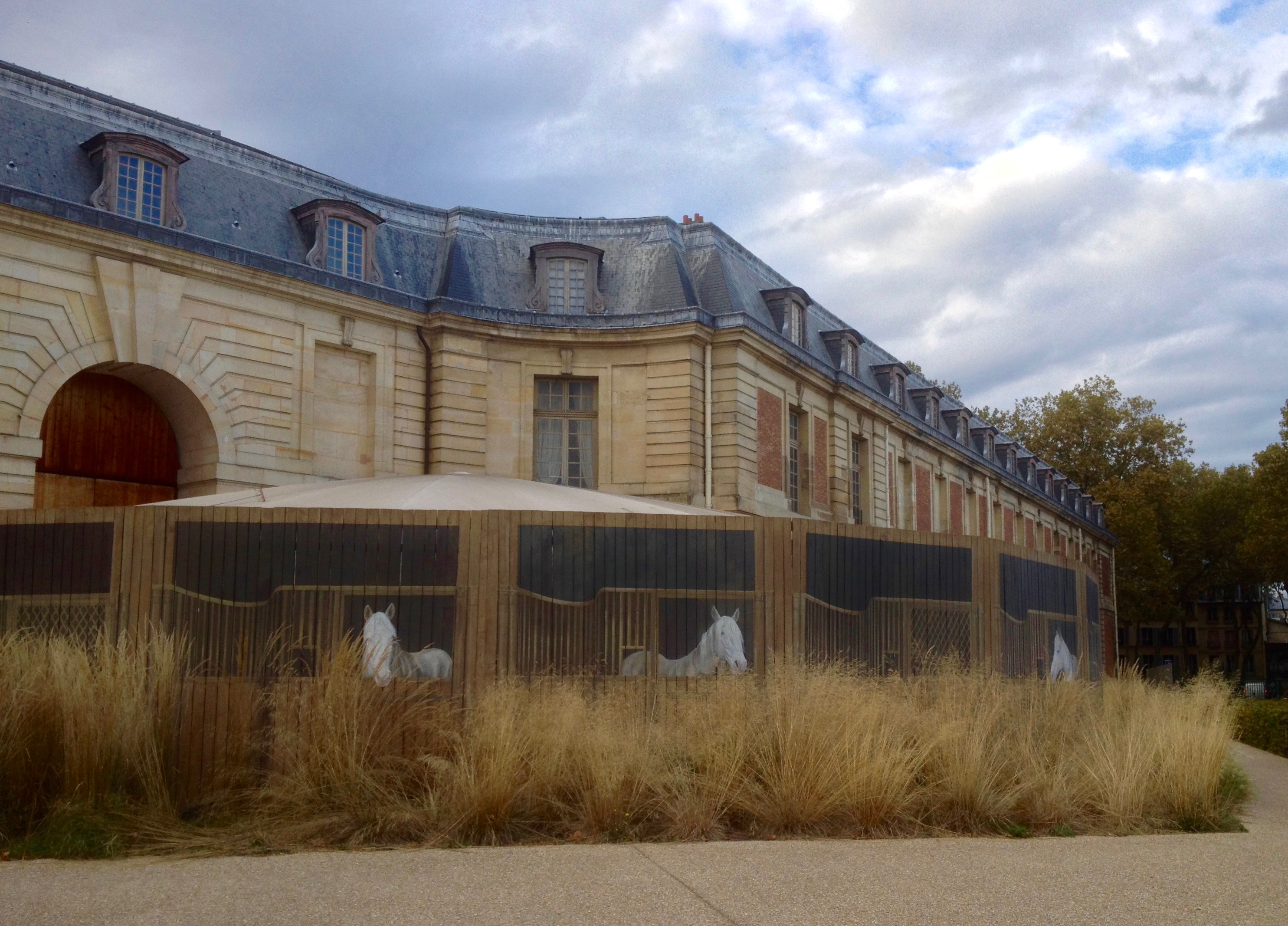
Derrière du théâtre, une coulisse cachée par le trompe l'œil.

## La Grande Écurie du roi
Le site historique fut construit par Jules Hardouin-Mansart à la fin du XVIIe siècle pour héberger la cavalerie royale. En collaboration avec les services du château et des monuments historiques, Bartabas a confié la réhabilitation de la Grande Écurie à Patrick Bouchain. Le manège a été conçu comme un décor de théâtre avec, en clin d’œil à la Galerie des Glaces, des lustres en verre de Murano et les miroirs où chevaux et cavaliers se reflètent. Cette architecture légère et mobile est inspirée par le théâtre Farnèse de Parme. Face au gradin agrémenté de corbeilles, la piste de sable blond occupe les deux tiers de la surface.
Les écuries ont été aménagées en tenant compte de l’harmonie des volumes, des contraintes liées au fonctionnement de l’Académie et des exigences de Bartabas pour le bien-être des chevaux. Les box ont remplacé d’anciennes stalles. Les éclairages verticaux sont torsadés, en référence contemporaine aux licornes.

### Collaboration avec l'École d'Art Mural de Versailles
Une coulisse fut construite, à l'arrière du théâtre, entourée par les panneaux peints par l'École d'art mural de Versailles. C'est une création de Catherine Feff, réalisée avec l'École d'art mural de Versailles, K del Corral, H. Faivre, M. Retif et la promotion 2012-2013.

## L'Académie équestre de Versailles
Créée en 2003 par Bartabas au sein de la Grande Écurie, l’Académie équestre nationale du domaine de Versailles est un corps de ballet unique au monde. Fondé sur la transmission autant que sur l’art de la représentation, l’enseignement quotidien associe ici le dressage de Haute École à diverses disciplines telles l’escrime, la danse, le chant ou encore le kyudo (tir à l’arc japonais). Les écuyers développent ainsi une véritable sensibilité mise au service d’un répertoire très singulier, dédié au public, perpétuant ainsi la transmission d’une équitation de légèreté de tradition française. L’Académie se consacre par ailleurs à des créations originales, chorégraphiées par Bartabas, en France et à l’étranger.

« J’ai imaginé une compagnie-école, un laboratoire de création, où la notion de travail collectif est fortement défendue. Pour moi, il n’y a pas de transmission du savoir équestre sans développement d’une sensibilité artistique. C’est pourquoi, ici, l’apprentissage du dressage se conjugue avec la pratique de la danse, du chant, de l’escrime artistique ou du kyudo. Il s’agit de considérer la chose équestre comme un art et non comme une discipline. »

— Bartabas
En quinze ans d’existence, cette compagnie-école d’excellence est ainsi devenue une référence, qui se produit à la fois à Versailles dans le manège construit pour l’occasion, mais aussi sur des scènes françaises et internationales, avec son spectacle de répertoire et dans des créations de Bartabas et ou collaboration avec de grands artistes tels que Carolyn Carlson ou Marc Minkowski.